# BMP (Perugia)
BMP is een historisch motorfietsmerk.
BMP stond waarschijnlijk voor Soc. Brevetti Menicucci, Perugia, Perugina Fonderie Officine A. Menicucci, Castel del Piano, Perugia (1953-?). 
Italiaans merk dat 123-, 173- en 243 cc kopkleppers en 173 cc kopklep-racers met eigen motorblokken bouwde. De oprichter van het merk Giuseppe Menicucci had al in 1930 motorfietsen gemaakt die hij onder zijn eigen naam verkocht. Later noemde hij het merk BMP en ten slotte Perugina. Hij bouwde tot midden jaren zeventig motor- en bromfietsen.
- Andere merken met de naam BMP, zie BMP (Parijs) en BMP (Pinerolo).